# Nokere Koerse 2019
De 74e editie van de wielerwedstrijd Nokere Koerse, officieel Nokere Koerse-Danilith Classic, werd gehouden op 20 maart 2019. De start was in Deinze, de finish in de Nokere. De wedstrijd maakte deel uit van de UCI Europe Tour 2019, in de categorie 1.1. In 2018 won de Nederlander Fabio Jakobsen. Deze editie werd gewonnen door zijn landgenoot Cees Bol.

## Uitslag
| Plaats  | Naam                     | Ploeg                    | Tijd     |
| ------- | ------------------------ | ------------------------ | -------- |
| Winnaar | Cees Bol                 | Team Sunweb              | 4u32'37" |
| 2       | Pascal Ackermann         | Bora-Hansgrohe           | z.t.     |
| 3       | Jasper Philipsen         | UAE Team Emirates        | z.t.     |
| 4       | Boy van Poppel           | Roompot-Charles          | z.t.     |
| 5       | Hugo Hofstetter          | Cofidis                  | z.t.     |
| 6       | Jonas Van Genechten      | Vital Concept-B&B Hotels | z.t.     |
| 7       | Justin Jules             | Wallonie Bruxelles       | z.t.     |
| 8       | Bram Welten              | Arkéa Samsic             | z.t.     |
| 9       | Jens Debusschere         | Team Katjoesja Alpecin   | z.t.     |
| 10      | Lawrence Naesen          | Lotto-Soudal             | z.t.     |
| 11      | Szymon Sajnok            | CCC Team                 | z.t.     |
| 12      | Thomas Boudat            | Total Direct Energie     | z.t.     |
| 13      | Stan Dewulf              | Lotto-Soudal             | z.t.     |
| 14      | Baptiste Planckaert      | Wallonie Bruxelles       | + 5”     |
| 15      | André Rodrigues Carvalho | Axeon Hagens Berman      | z.t.     |
| 16      | Rüdiger Selig            | BORA-hansgrohe           | + 6”     |
| 17      | Arjen Livyns             | Roompot-Charles          | + 8”     |
| 18      | Piet Allegaert           | Sport Vlaanderen-Baloise | + 21”    |
| 19      | Kristian Sbaragli        | Israel Cycling Academy   | + 23”    |
| 20      | Julien Trarieux          | Delko Marseille Provence | z.t.     |

## Vrouwen
De 1e editie van de wielerwedstrijd Nokere Koerse, officieel Nokere Koerse-Danilith Classic, werd gehouden op 20 maart 2019. De start was in Deinze, de finish in de Nokere. De eerste editie werd gewonnen door de Nederlandse Lorena Wiebes.

## Uitslag
| Plaats  | Naam                    | Ploeg                      | Tijd     |
| ------- | ----------------------- | -------------------------- | -------- |
| Winnaar | Lorena Wiebes           | Parkhotel Valkenburg       | 3u13'05" |
| 2       | Lisa Klein              | Canyon-SRAM                | z.t.     |
| 3       | Lotte Kopecky           | Lotto Soudal Ladies        | z.t.     |
| 4       | Amy Pieters             | Boels Dolmans Cycling Team | z.t.     |
| 5       | Teniel Campbell         | WCC Team                   | z.t.     |
| 6       | Kelly Van den Steen     | Lotto Soudal Ladies        | z.t.     |
| 7       | Susanne Andersen        | Team Sunweb                | z.t.     |
| 8       | Marjolein van 't Geloof | Alé Cipollini              | z.t.     |
| 9       | Annelies Dom            | Lotto Soudal Ladies        | z.t.     |
| 10      | Roxane Fournier         | Movistar Team              | z.t.     |

1944 · 1945 · 1946 · 1947 · 1948 · 1949 · 1950 · 1951 · 1952 · 1953 · 1954 · 1955 · 1956 · 1957 · 1958 · 1959 · 1960 · 1961 · 1962 · 1963 · 1964 · 1965 · 1966 · 1967 · 1968 · 1969 · 1970 · 1971 · 1972 · 1973 · 1974 · 1975 · 1976 · 1977 · 1978 · 1979 · 1980 · 1981 · 1982 · 1983 · 1984 · 1985 · 1986 · 1987 · 1988 · 1989 · 1990 · 1991 · 1992 · 1993 · 1994 · 1995 · 1996 · 1997 · 1998 · 1999 · 2000 · 2001 · 2002 · 2003 · 2004 · 2005 · 2006 · 2007 · 2008 · 2009 · 2010 · 2011 · 2012 · 2013 · 2014 · 2015 · 2016 · 2017 · 2018 · 2019 · 2020 · 2021 · 2022 · 2023 · 2024 · 2025
Lijst van beklimmingen